# 大村町 (豊橋市)
大村町（おおむらちょう）は、愛知県豊橋市の地名。

## 地理
豊橋市北部に位置する。西は下地町・瓜郷町・下五井町、南から南東は牛川町、北は長瀬町・豊川市、北東は下条西町に接する。

### 河川
- 豊川[1]
- 豊川放水路[1]
- 松原用水[1]

### 字一覧
- 池田（いけだ）[WEB 5]
- 江川（えがわ）[WEB 5]
- 大桜（おおざくら）[WEB 5]
- 大ノ前（おおのまえ）[WEB 5]
- 大溝（おおみぞ）[WEB 5]
- 大賀里（おがさと）[WEB 5]
- 於泥（おどろ）[WEB 5]
- 金山（かなやま）[WEB 5]
- 上古川（かみふるかわ）[WEB 5]
- 川原（かわら）[WEB 5]
- 勘太（かんた）[WEB 5]
- 北川原（きたかわら）[WEB 5]
- 九蔵（くぞう）[WEB 5]
- 黒下（くろした）[WEB 5]
- 見田（けんでん）[WEB 5]
- 小桜（こざくら）[WEB 5]
- 小見堂（こみどう）[WEB 5]
- 五貫森（ごかんもり）[WEB 5]
- 桜島（さくらじま）[WEB 5]
- 塩田（しおた）[WEB 5]
- 島（しま）[WEB 5]
- 下河原（しもかわら）[WEB 5]
- 下古川（しもふるかわ）[WEB 5]
- 地之神（じのかみ）[WEB 5]
- 水川瀬（すいかわせ）[WEB 5]
- 善蔵（ぜんぞう）[WEB 5]
- 外神明（そとしんめい）[WEB 5]
- 高之城（たかのしろ）[WEB 5]
- 高山（たかやま）[WEB 5]
- 為河原郷（ためかわらごう）[WEB 5]
- 大日（だいにち）[WEB 5]
- 仲川原（なかかわら）[WEB 5]
- 仲田（なかだ）[WEB 5]
- 西浦（にしうら）[WEB 5]
- 野添（のぞえ）[WEB 5]
- 橋元（はしもと）[WEB 5]
- 走出（はしりで）[WEB 5]
- 花次（はなつぐ）[WEB 5]
- 東沖（ひがしおき）[WEB 5]
- 東川原（ひがしかわら）[WEB 5]
- 袋小路（ふくろこうじ）[WEB 5]
- 藤田（ふじた）[WEB 5]
- 褌（ふんどし）[WEB 5]
- 松浦（まつうら）[WEB 5]
- 松ノ木田（まつのきだ）[WEB 5]
- 水洗（みずあらい）[WEB 5]
- 眼鏡（めがね）[WEB 5]
- 山所（やまどころ）[WEB 5]
- 横走（よこはしり）[WEB 5]

### 学区
- 公立高等学校 - 三河学区
- 公立中学校 - 豊橋市立北部中学校[WEB 6]
- 公立小学校 - 豊橋市立大村小学校[WEB 6]

## 歴史

### 人口の変遷
国勢調査による人口および世帯数の推移。
| 1995年（平成7年）  | 863世帯 3117人  |  |
| 2000年（平成12年） | 922世帯 3123人  |  |
| 2005年（平成17年） | 1039世帯 3249人 |  |
| 2010年（平成22年） | 1115世帯 3237人 |  |
| 2015年（平成27年） | 1156世帯 3293人 |  |

## 交通
- 愛知県道豊橋豊川線[1]

## 施設
- 豊橋市立大村小学校[1]
- 曹洞宗長松院[1]
- 八所神社[1]
- 曹洞宗珠光院[1]
- 曹洞宗林広寺[1]
- 北部地区市民館[1]
- 曹洞宗東昌寺[1]
- 素戔嗚社[1]
- 大村保育園[1]
- 大村のシイ（豊橋市天然記念物）[1]

### WEB
1. ↑  “愛知県豊橋市の町丁・字一覧”.   人口統計ラボ. 2023年4月13日閲覧。
2. ↑  総務省統計局 (2017年1月27日). “平成27年国勢調査の調査結果(e-Stat) - 男女別人口及び世帯数 －町丁・字等” (CSV). 2021年7月21日閲覧。
3. ↑  “愛知県豊橋市の郵便番号一覧”.   日本郵便. 2023年4月13日閲覧。
4. ↑  “市外局番の一覧” (PDF).   総務省 (2022年3月1日). 2022年3月22日閲覧。
5. 1 2 3 4 5 6 7 8 9 10 11 12 13 14 15 16 17 18 19 20 21 22 23 24 25 26 27 28 29 30 31 32 33 34 35 36 37 38 39 40 41 42 43 44 45 46 47 48 49  “愛知県豊橋市 住所一覧から地図を検索”.   ONE COMPATH. 2023年8月17日閲覧。
6. 1 2  豊橋市教育委員会学校教育課学事グループ (2021年3月1日). “豊橋市小・中学校通学区域早見表” (PDF).   豊橋市. 2024年11月15日閲覧。
7. ↑  総務省統計局 (2014年3月28日). “平成7年国勢調査の調査結果(e-Stat) - 男女別人口及び世帯数 －町丁・字等” (CSV). 2021年7月20日閲覧。
8. ↑  総務省統計局 (2014年5月30日). “平成12年国勢調査の調査結果(e-Stat) - 男女別人口及び世帯数 －町丁・字等” (CSV). 2021年7月20日閲覧。
9. ↑  総務省統計局 (2014年6月27日). “平成17年国勢調査の調査結果(e-Stat) - 男女別人口及び世帯数 －町丁・字等” (CSV). 2021年7月21日閲覧。
10. ↑  総務省統計局 (2012年1月20日). “平成22年国勢調査の調査結果(e-Stat) - 男女別人口及び世帯数 －町丁・字等” (CSV). 2021年7月21日閲覧。
11. ↑  総務省統計局 (2017年1月27日). “平成27年国勢調査の調査結果(e-Stat) - 男女別人口及び世帯数 －町丁・字等” (CSV). 2021年7月21日閲覧。

### 書籍
1. 1 2 3 4 5 6 7 8 9 10 11 12 13 14 15 16  「角川日本地名大辞典」編纂委員会 1989, p. 1785.